# Sondra tristicula
Sondra tristicula là một loài nhện trong họ Salticidae.
Loài này thuộc chi Sondra. Sondra tristicula được Eugène Simon miêu tả năm 1909.